# Выдриган, Николай Захарович
Николай Захарович Выдриган (12 декабря 1920, Казацкое, Херсонская губерния — 12 июля 1946) — лётчик-ас, гвардии старший лейтенант Советской армии, участник Великой Отечественной войны, Герой Советского Союза (1946).

## Биография
Родился 12 декабря 1920 года в селе Казацкое (ныне Каховский район, Херсонская область, Украина). Отец — Захарий Петрович Выдриган, генерал-майор, участник Гражданской и Великой Отечественной войн. Окончил семь классов школы, затем школу фабрично-заводского ученичества. Работал токарем на механическом заводе.
В 1940 году Выдриган был призван на службу в Рабоче-крестьянскую Красную Армию. В 1941 году он окончил Армавирскую военную авиационную школу пилотов. С февраля 1942 года — на фронтах Великой Отечественной войны. Участвовал в боях на Западном, Волховском, Сталинградском, Южном, 1-м, 2-м, 4-м Украинских фронтах. Принимал участие в Сталинградской битве, Ростовской, Донбасской, Мелитопольской операциях, освобождении Крыма, Украинской ССР, Польши, Венгрии, Австрии, Чехословакии.
К концу войны гвардии старший лейтенант Николай Выдриган командовал звеном 31-го гвардейского истребительного авиаполка 6-й гвардейской истребительной авиадивизии 5-й воздушной армии 2-го Украинского фронта. К тому времени он совершил 629 боевых вылетов на самолётах «Як-1» и «Як-7Б», принял участие в 57 воздушных боях, в которых сбил 16 самолётов лично и 4 — в группе.
Указом Президиума Верховного Совета СССР от 15 мая 1946 года за «мужество, отвагу и героизм, проявленные в борьбе с немецкими захватчиками» гвардии старший лейтенант Выдриган Николай Захарович удостоен высокого звания Героя Советского Союза с вручением ордена Ленина и медали «Золотая Звезда».
Боевой путь Выдриган завершил в Чехословакии. После окончания войны продолжил службу в своём полку в должности заместителя командира эскадрильи. Полк перебазировался в Одесский военный округ, где в июне 1946 года лётный состав начал переобучение на американских самолётах Bell P-63 Kingcobra. 12 июля 1946 года при выполнении фигур высшего пилотажа самолёт Выдригана сорвался в штопор и врезался в землю. Лётчик погиб. Похоронен в селе Казацком Херсонской области.
Был также награждён тремя орденами Красного Знамени, орденом Отечественной войны 1-й степени и рядом медалей.